# لويجي أمديو
لويجي أمديو (بالإسبانية: Luis Amadeo de Saboya)‏ (29 يناير 1873 - 18 مارس 1933) متسلّق جبال ومستكشف إيطالي كان أول من اعتلى قمة جبل سانت إلياس في ألاسكا وذلك عام 1897. كما أنه كان أميرالا في البحرية الإيطالية خلال الحرب العالمية الأولى.

## روابط خارجية
- لويجي أمديو على موقع الموسوعة البريطانية (الإنجليزية)
- لويجي أمديو على موقع أوليمبيديا (الإنجليزية)